# Característica d'Euler
|  | Per altres significats, vegeu llista de temes anomenats en honor de Leonhard Euler. |

En matemàtiques, i més específicament en topologia algebraica i combinatòria polièdrica, la característica d'Euler (o característica d'Euler-Poincaré) és una invariant topològica, un nombre que descriu la forma o estructura en l'espai topològic independentment de la manera en què un políedre es col·loqui o es plegui. Normalment es denota amb la lletra grega khi: {\displaystyle \chi }.
La característica d'Euler es va definir originàriament per a políedres i es va utilitzar per demostrar-ne diversos teoremes, incloent la classificació dels sòlids platònics. Leonhard Euler, que va ser qui va donar nom al concepte, va ser el responsable de gran part d'aquesta feina primerenca. En matemàtica moderna, la característica d'Euler sorgeix a partir de l'homologia i connecta amb moltes altres invariants.

## En políedres
La característica d'Euler {\displaystyle \chi } era definida classicament per les superfícies del políedre, d'acord amb la fórmula
{\displaystyle \chi =V-A+C\,\!}
on V, A, i C són respectivament el nombre de vèrtexs, arestes i cares en el políedre donat. Qualsevol políedre convex té característica d'Euler
{\displaystyle \chi =V-A+C=2.\,\!}
Aquest resultat es coneix com a fórmula o relació d'Euler.
| Nom            | Imatge     | Vèrtexs V | Arestes A | Cares C | Característica d'Euler: V − A + C |
| -------------- | ---------- | --------- | --------- | ------- | --------------------------------- |
| Tetraedre      | Tetràedre  | 4         | 6         | 4       | 2                                 |
| Hexaedre o cub | Cub        | 8         | 12        | 6       | 2                                 |
| Octaedre       | Octàedre   | 6         | 12        | 8       | 2                                 |
| Dodecaedre     | Dodecaedre | 20        | 30        | 12      | 2                                 |
| Icosaedre      | Icosaedre  | 12        | 30        | 20      | 2                                 |

Les superfícies de políedres no convexos poden tenir característiques d'Euler diferents:
| Nom               | Imatge            | Vèrtexs V | Arestes A | Cares C | Característica d'Euler: V − A + C |
| ----------------- | ----------------- | --------- | --------- | ------- | --------------------------------- |
| Tetrahemihexaedre | Tetrahemihexaedre | 6         | 12        | 7       | 1                                 |
| Octahemioctaedre  | Octahemioctaedre  | 12        | 24        | 12      | 0                                 |
| Cubohemioctaedre  | Cubohemioctaedre  | 12        | 24        | 10      | −2                                |
| Gran icosaedre    | Gran icosaedre    | 12        | 30        | 20      | 2                                 |